# Song Yeong

Song Yeong es un escritor coreano.

## Biografía
Seong Young nació el 15 de marzo de 1950 en Yeongkwang, provincia de Jeolla del Sur, Corea del Sur. Se graduó en Literatura alemana por la Universidad Hankuk de Estudios Extranjeros. Después de su graduación en 1963, trabajó como profesor. Debutó en la literatura en 1967 con la publicación de "Pelea de gallos" en Creación y crítica (Changjakgwa bipyeong). Su seudónimo es Mokdang.

## Obra
Su ficción a menudo despliega escenarios poco habituales a través del punto de vista de personajes inusuales. "El profesor y el príncipe" (Seonsaenggwa hwangtaeja) y "El día que venga mi amor" trascurren en la cárcel, y "El tren de la línea central" (Jungangseon gicha) narra varios sucesos que ocurren dentro de un vagón de tren lleno de gente. Para Song Yeong estos espacios ofrecen un microcosmos inusualmente fiel de la sociedad. La confusión y la violencia sin sentido que el narrador observa, a menudo con una indiferencia irónica y lacónica, plantea interrogantes sobre nuestras vidas en el mundo real. A menudo estos interrogantes llevan a una crítica de las formas de autoridad que contrarian el sentido común y limitan la libertad individual. Normalmente sus personajes se mantienen fuera de la red de relaciones que asegura la identidad social del individuo. "Pelea de gallos" (Tugye, 1967) presenta un protagonista encerrado en su propio mundo cuya percepción del mundo exterior está totalmente sesgada. La angustia existencial también marca la actitud del protagonista hacia el mundo que lo rodea en "En los pasos".

## Obras en coreano (lista parcial)
Novelas
- A mi novia (Naui sinbuege)
- Abrirás los ojos (Geudae nuntteuri, 1979)
- Canción de amor en una cáscara de cacahuete (Ttangkong kkeopjil sogui yeonga, 1977)
- El emperador que corre (Dallineun hwangje, 1979)

Recopilación de relatos cortos
- El profesor y el príncipe (1974)
- Noche en el parque (Jeonyeok gongwoneseo)
- Esa habitación al final de la cuesta (Bitalgil jeo kkeut bang, 1989)

Relatos cortos destacados
- “Estaciones” (Gyejeol)
- “Notas de un buscador de trabajo” (Gujikjaui sugi)
- “Paradojas de la primavera” (Bome gwanhan yeokseol)
- “Sonido de pisadas” (Baljaguk sori)
- “El sonido del tambor” (Buk sori)
- "El fotógrafo en la terraza" (Jibung wiui sajinsa)
- "En la casa del perro" (Gaejibeseo)
- “El charlatán” (Heopungjangi)
- “El líder” (Jidoja)

## Premios
- Premio de literatura contemporánea en 1987